# Ґертруда Прессбурґер
Ґертруда Прессбурґер (нім. Gertrude Pressburger), 11 липня 1927, Відень — 31 грудня 2021) — австрійська жертва Голокосту.

## Біографія
Ґертруда Прессбурґер народилася 11 липня 1927 року в родині столяра у Відні. Вона була старшою з трьох дітей. Ґертруда і два молодші брати зростали невибагливо у скромних умовах. На початку 1930-х родина перейшла на римо-католицизм, але навіть це їх не захистило. Одразу після приєднання Австрії до нацистської Німеччини 11—13 березня 1938 року Гертруді та її брату більше не дозволили відвідувати школу, а батько втратив роботу. Батько ніколи не був політично активним, та його заарештовували і катували в гестапо «за підпільну діяльність як комуніста».
Після звільнення батька їм вдалося випадково отримати візу до Югославії. У вересні 1938 року родина Прессбурґер була у Загребі. В Югославії родина була заарештована в 1944 році та депортована до Освенціма.
Її мати та обидва брати були вбиті по прибуттю, а батько помер дорогою до іншого табору. Після визволення Ґертруда Прессбурґер прибула до Швеції через Данію, де в'язнями Концтабору опікувались за ініціативою шведського короля. У свій 18-й день народження вона познайомилася з Бруно Крейським, який на той час був головою «Австрійської асоціації у Швеції». Повернення до Відня спочатку було непростим.

## Громадська діяльність
Вона стала відома як пані Гертруда, яка попередила про виключення та ненависть у п'ятихвилинному відеоповідомленні за кілька днів до федеральних виборів 2016 року в Австрії. Дієвим фактором став її гнів на заяву тепер віцеканцлера Хайнца-Крістіана Штрахе, що «у середньостроковій перспективі громадянська війна є малоймовірною». Відео було опубліковане на Facebook-сторінці кандидата в президенти Олександра Ван дер Беллена, його лайкали майже три мільйони разів протягом чотирьох днів і широко розповсюджували. Іноземні ЗМІ також повідомили про це повідомлення, яке, можливо, було вирішальним для виборів.
У січні 2018 року Ґертруда Прессбурґер опублікувала автобіографію у співпраці з журналісткою Марлен Гройхофер під назвою «Жила, переживала, пережила». Видання викликало шквал відгуків у ЗМІ. Spiegel Online назвав книгу «гнітючим, але також захоплюючим документом сучасної історії». Австрійська письменниця Єва Менассе похвалила те, як Прессбургер розповідає свою історію «з феєричною сумішшю ніжності та рішучості»